# Bolstadstraumen bru
Die Bolstadstraumen bru ist eine Straßenbrücke in der norwegische Kommune Vaksdal in der Provinz (Fylke) Vestland, die den Eidslandsvegen (Fylkesvei 569) über die hier Bolstadstraumen genannte Engstelle des Vikafjords führt.
Die von Per Tveit entworfene und 1963 eröffnete Bolstadstraumen bru war eine der ersten Netzwerkbogenbrücken.
Die 133 m lange und 8,1 m breite Brücke hat 84 m weite stählerne Bögen mit einem dreieckigen Hohlquerschnitt und einer Pfeilhöhe von 15,12 m (18 %), die durch einen K-förmigen Windverband versteift werden. Der Fahrbahnträger ist eine dünne, an den Rändern verstärkte Spannbetonplatte.